# Tartessus ochraceus
Tartessus ochraceus är en insektsart som beskrevs av Metcalf 1946. Tartessus ochraceus ingår i släktet Tartessus och familjen dvärgstritar. Inga underarter finns listade i Catalogue of Life.